# Чојсланд (Саскачеван)
Чојсланд (енгл. Choiceland) је малено урбано насеље са статусом варошице у северном делу канадске провинције Саскачеван. Насеље се налази на раскрсници провинцијских аутопутева 55 и 6 на око 90 км источно од града Принц Алберт, односно на око 40 км северозападно од варошице Нипавин. На око 70 км јужније налази се град Мелфорт.
Насеље су почетком 20-их година 20. века основали досељеници британског порекла. Године 1932. повезано је железницом са остатком провинције.

## Демографија
Према резултатима пописа становништва из 2011. у варошици је живео 381 становник у укупно 210 домаћинстава, што је за 10,1% више у односу на 346 житеља колико је регистровано  приликом пописа 2006. године.
| 2001. | 2006. | 2011. |
| ----- | ----- | ----- |
| 370   | 346   | 381   |